# Brass Knuckles (film)
Pour l'album de Nelly, voir Brass Knuckles.
Pour plus de détails, voir Fiche technique et Distribution.
Brass Knuckles est un film américain réalisé par Lloyd Bacon et sorti en 1927.

## Synopsis
Au cours d'une tentative d'évasion de prison, 'Fade-away' Joe tue le gardien et est condamné à mort. La peine de 'Brass Knuckles' Lamont (William Russell) est prolongée, et il jure de se venger de Zac Harrison (Monte Blue) qui a fait raté l'évasion. Ce dernier est libéré pour bonne conduite et honore sa promesse de s'occuper de la fille de Joe, June (Betty Bronson).

## Fiche technique
- Titre original : Brass Knuckles
- Réalisation : Lloyd Bacon
- Scénario : Harvey Gates
- Photographie : Norbert Brodine
- Société(s) de production : Warner Bros.
- Société(s) de distribution : Warner Bros.
- Pays de production :  États-Unis
- Langue originale : anglais
- Format : noir et blanc — 35 mm — 1.33:1 — muet
- Genre : Drame
- Durée : 68 minutes
- Date de sortie :
  - États-Unis : 3 décembre 1927

## Distribution
- Monte Blue : Zac Harrison
- Betty Bronson : June Curry
- William Russell : 'Brass Knuckles' Lamont
- George E. Stone : Velvet Smith
- Paul Panzer : Sergent Peters
- Jack Curtis : Murphy